# اوبرون (قمر)

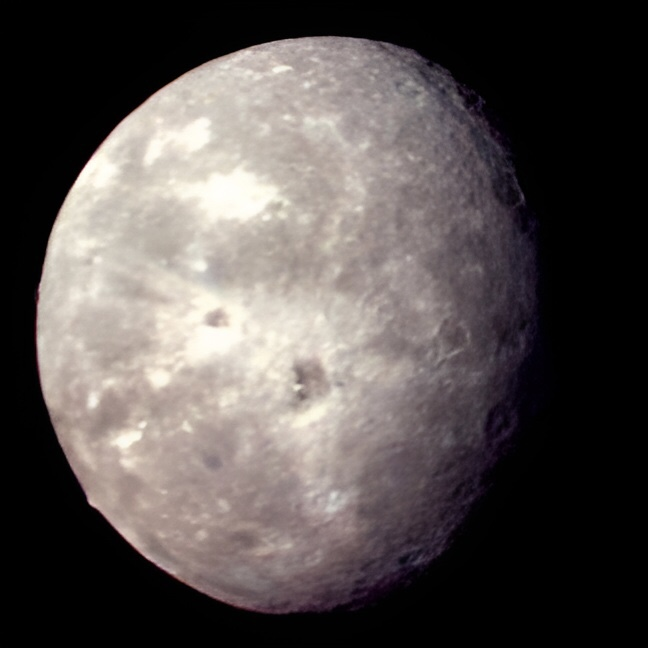
عکس وویجر ۲ از اوبرون.

اوبـِرون یکی از ۲۷ ماه سیاره اورانوس است. دیگر قمرهای مهم اورانوس عبارت‌اند از: تیتانیا، آریل و میراندا.